# Фролов, Пётр Васильевич (Герой Советского Союза)
Пётр Васильевич Фролов (1904, Средне-Ахтубинское, Астраханская губерния — 14 сентября 1967, Среднеахтубинский район, Волгоградская область) — красноармеец Рабоче-крестьянской Красной Армии, участник Великой Отечественной войны, Герой Советского Союза (1943).

## Биография
Родился в 1904 году в селе Средняя Ахтуба (ныне — посёлок в Волгоградской области). В августе 1941 года был призван на службу в Рабоче-крестьянскую Красную Армию. С июля 1942 года — на фронтах Великой Отечественной войны.
К сентябрю 1943 года он был орудийным номером батареи 691-го артиллерийского полка 237-й стрелковой дивизии 40-й армии Воронежского фронта. Отличился во время битвы за Днепр. В составе своего расчёта он переправился через Днепр к северу от посёлка Ржищев Кагарлыкского района Киевской области Украинской ССР и принял активное участие в боях за захват и удержание плацдарма на его западном берегу. 30 сентября 1943 года, когда выбыл из строя весь расчёт, Фролов в одиночку продолжал вести огонь, уничтожив 1 танк и большое количество солдат и офицеров противника.
Указом Президиума Верховного Совета СССР от 24 декабря 1943 года красноармеец Пётр Фролов был удостоен высокого звания Героя Советского Союза с вручением ордена Ленина и медали «Золотая Звезда».
После окончания войны в звании сержанта Фролов был демобилизован. Проживал и работал в Волгоградской области. Скончался 14 сентября 1967 года.